# James T. Bates
James Tuttle Bates (* 29. September 1844 in Boston, Massachusetts; † 24. Dezember 1914 in Genf) war ein US-amerikanischer Geschäftsmann. Er war der Gründer der Tageszeitung Tribune de Genève und der Union Bank, welche 1920 von der Schweizerischen Bankgesellschaft, der heutigen UBS, übernommen wurde.
Bates wurde als Sohn des von Liverpool in die USA ausgewanderten Reeders Joseph Bates und der Abbie Bates geboren. Mit 17 Jahren wurde er Mitglied der Unionsarmee, mit 21 Jahren stieg er zum Oberstleutnant auf. In New York wurde er schließlich Börsenmakler an der New York Stock Exchange und kam so in Kontakt mit Arthur Chenevière, einem Genfer Bankier, der ihn einlud, ihn zu besuchen, wenn er nach Europa komme. Er reiste dann in der Tat nach Genf und verliebte sich in die Tochter seines Gastgebers, Amélie (1846–1889), Enkelin des Rektors der Akademie Genf, David-François Munier. 1873 heirateten sie und zogen in die USA, wo es Amélie jedoch nicht gefiel. So kehrten sie 1874 zur Geburt ihres ersten Kindes nach Genf zurück. Er kaufte eine englischsprachige Zeitung, The Continental Herald & Swiss Times, die er in The Continental Herald und The Geneva Times auftrennte und aus letzterer 1879 La Tribune de Genève machte. Ab 1878 war er ein aktives Mitglied der Emmanuel Church, einer amerikanischen Kirche in Genf.
Er hatte mit Amélie sechs Kinder, Marguerite, Alice, Maurice-Edmond (nach der Geburt gestorben), Gertrude, Edmée-Mina und Frederick Noriss (genannt Fred). 1903 heiratete Bates die Witwe Henriette Baron (1858–1943). Fred (1883–1972) übernahm nach seinem Tod die Leitung der Tribune de Genève.

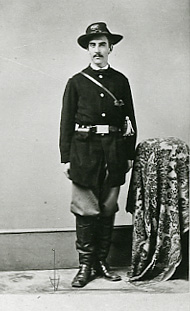
James T. Bates, ca. 1864
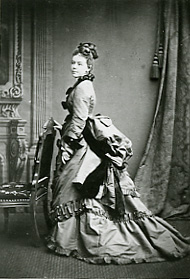
Amélie Bates-Chenevière (1846–1889)
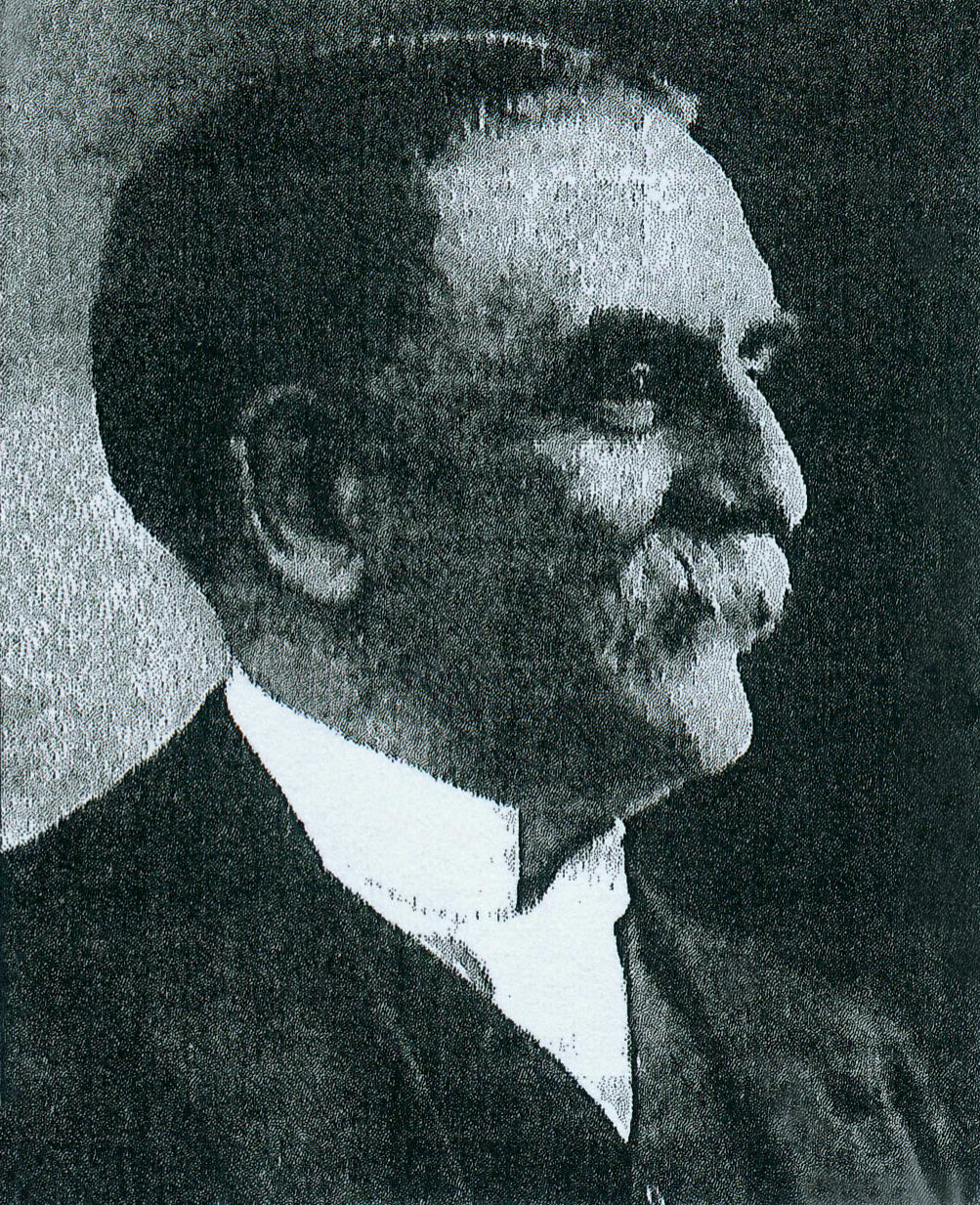
James T. Bates, ca. 1879